# Jolobne, Novohrad-Volînskîi
Jolobne (în ucraineană Жолобне) este localitatea de reședință a comunei Jolobne din raionul Novohrad-Volînskîi, regiunea Jîtomîr, Ucraina.

## Demografie
Componența lingvistică a localității Jolobne
     Ucraineană (98,61%)
     Alte limbi (1,25%)
Conform recensământului din 2001, majoritatea populației localității Jolobne era vorbitoare de ucraineană (98,61%), existând în minoritate și vorbitori de alte limbi.